# 3-я гвардейская истребительная авиационная дивизия
3-я гварде́йская истреби́тельная авиацио́нная Бря́нская Краснознамённая ордена Суво́рова диви́зия (3-я гв. иад) — соединение Военно-Воздушных сил (ВВС) Вооружённых Сил РККА, принимавшее участие в боевых действиях Великой Отечественной войны.

## История наименований
- Управление ВВС 31-й армии;
- 210-я истребительная авиационная дивизия;
- 3-я гвардейская истребительная авиационная дивизия;
- 3-я гвардейская истребительная авиационная Брянская дивизия;
- 3-я гвардейская истребительная авиационная Брянская Краснознаменная дивизия;
- 3-я гвардейская истребительная авиационная Брянская Краснознаменная ордена Суворова дивизия;
- 3-я гвардейская истребительная авиационная Брянская Краснознаменная ордена Суворова дивизия ПВО;
- 98-я гвардейская истребительная авиационная Брянская Краснознаменная ордена Суворова дивизия ПВО;
- Войсковая часть (Полевая почта) 64339.

## Создание дивизии
3-я гвардейская истребительная авиационная дивизия создана 21 марта 1943 года за образцовое выполнение заданий командования в боях с немецкими захватчиками и проявленные при этом мужество и героизм переименованием 210-й истребительной авиационной дивизии на основании Приказа НКО СССР

## Переименование дивизии
3-я гвардейская Брянская Краснознаменная ордена Суворова истребительная авиационная дивизия 20 февраля 1949 года переименована в 98-ю гвардейскую Брянскую Краснознаменную ордена Суворова истребительную авиационную дивизию

## Расформирование дивизии
98-я гвардейская истребительная авиационная Брянская Краснознаменная ордена Суворова дивизия ПВО в мае 1960 года была расформирована, 78-й истребительный авиационный корпус ПВО был переформирован в 7-й корпус ПВО, части дивизии вошли в состав вновь сформированного корпуса за исключением 176-го гвардейского иап (расформирован).

## В действующей армии
- с 14 июня 1942 года по 31 октября 1942 года (как 210-я иад)[3], всего — 139 дней
- с 06 декабря 1942 года по 21 марта 1943 года (как 210-я иад)[3], всего — 105 дней
- с 21 марта 1943 года по 2 апреля 1943 года[3], всего 13 дней
- с 9 мая 1943 года по 6 октября 1943 года[3], всего 151 день
- с 28 октября 1944 года по 2 апреля 1944 года[3], всего 161 день
- с 10 июня 1944 года по 9 мая 1945 года[3], всего 324 дня

Итого: 893 дня

## Командиры дивизии
| Звание                           | Имя                         | Период                  | Примечание                                      |
| -------------------------------- | --------------------------- | ----------------------- | ----------------------------------------------- |
| Генерал-майор авиации            | Валентин Петрович Ухов      | 21.03.1943 — 01.06.1944 |                                                 |
| Полковник                        | Сталин Василий Иосифович    | 2.06.1944 — 01.01.1945  |                                                 |
| Полковник                        | Иванов Иван Иванович        | 25.02.1945 — 01.06.1946 |                                                 |
| Герой Советского Союза полковник | Горбатюк Евгений Михайлович | 12.1944 — 11.1946       | заместитель командира дивизии, исполняющий дела |

## В составе объединений
| Дата          | Фронт (округ)                                   | Армия                                   | Корпус                                            |
| ------------- | ----------------------------------------------- | --------------------------------------- | ------------------------------------------------- |
| 23.03.1943 г. | Калининский фронт                               | 3-я воздушная армия                     | 1-й гвардейский истребительный авиационный корпус |
| 02.04.1943 г. | Резерв Верховного Главнокомандования            |                                         | 1-й гвардейский истребительный авиационный корпус |
| 09.05.1943 г. | Брянский фронт                                  | 15-я воздушная армия                    | 1-й гвардейский истребительный авиационный корпус |
| 06.10.1943 г. | Резерв Верховного Главнокомандования            |                                         | 1-й гвардейский истребительный авиационный корпус |
| 28.10.1943 г. | 2-й Прибалтийский фронт                         | 15-я воздушная армия                    | 1-й гвардейский истребительный авиационный корпус |
| 24.11.1943 г. | 1-й Прибалтийский фронт                         | 3-я воздушная армия                     | 1-й гвардейский истребительный авиационный корпус |
| 02.04.1943 г. | Резерв Верховного Главнокомандования            |                                         | 1-й гвардейский истребительный авиационный корпус |
| 10.06.1944 г. | 3-й Белорусский фронт                           | 1-я воздушная армия                     | 1-й гвардейский истребительный авиационный корпус |
| 16.07.1944 г. | 1-й Прибалтийский фронт                         | 3-я воздушная армия                     | 1-й гвардейский истребительный авиационный корпус |
| 01.02.1945 г. | 2-й Прибалтийский фронт                         | 15-я воздушная армия                    | 1-й гвардейский истребительный авиационный корпус |
| 01.04.1945 г. | 1-й Белорусский фронт                           | 16-я воздушная армия                    | 1-й гвардейский истребительный авиационный корпус |
| 01.06.1945 г. | Группа советских оккупационных войск в Германии | 16-я воздушная армия                    | 1-й гвардейский истребительный авиационный корпус |
| 10.06.1945 г. | Южная группа войск                              | 17-я воздушная армия                    |                                                   |
| 28.09.1948 г. | Московский район ПВО                            | 19-я воздушная истребительная армия ПВО | 32-й истребительный авиационный корпус ПВО        |
| 20.02.1949 г. | Московский район ПВО                            | 78-я воздушная истребительная армия ПВО | 78-й истребительный авиационный корпус ПВО        |
| 31.10.1949 г. | Московский район ПВО                            | 64-я воздушная истребительная армия ПВО | 78-й истребительный авиационный корпус ПВО        |
| 01.02.1952 г. | Московский район ПВО                            | 52-я воздушная истребительная армия ПВО | 78-й истребительный авиационный корпус ПВО        |
| 20.08.1954 г. | Московский округ ПВО                            | 52-я воздушная истребительная армия ПВО | 78-й истребительный авиационный корпус ПВО        |
| 01.05.1960 г. | Московский округ ПВО                            | 52-я воздушная истребительная армия ПВО | 78-й истребительный авиационный корпус ПВО        |

## Части и отдельные подразделения дивизии
| Период                  | Наименование |
| ----------------------- | --- |
| 21.03.1943 — 06.1949    | 32-й гвардейский истребительный авиационный полк                                                                    |
| 21.03.1943 — 25.12.1950 | 63-й гвардейский истребительный авиационный полк (переименован в 641-й гвардейский истребительный авиационный полк) |
| 26.05.1943 — 02.1951    | 137-й гвардейский истребительный авиационный полк (до 14.04.1944 г. 160-й истребительный авиационный полк)          |
| 26.12.1945 — 22.03.1947 | 263-й истребительный авиационный полк                                                                               |
| 01.09.1948 — 30.05.1961 | 441-й истребительный авиационный полк ПВО                                                                           |
| 01.10.1948 — 01.12.1950 | 722-й истребительный авиационный полк ПВО                                                                           |
| 01.05.1949 — 30.05.1960 | 28-й истребительный авиационный полк ПВО                                                                            |
| 01.03.1958 — 31.05.1960 | 176-й гвардейский истребительный авиационный полк ПВО                                                               |

## Участие в операциях и битвах
- Курская битва:
  - Орловская операция «Кутузов» — с 12 июля 1943 года по 18 августа 1943 года.
- Брянская операция — с 17 августа 1943 года по 3 октября 1943 года.
- Городокская операция — с 13 декабря 1943 года по 31 декабря 1943 года.
- Белорусская наступательная операция «Багратион»:
  - Витебско-Оршанская операция — с 23 июня 1944 года по 28 июня 1944 года.
  - Минская операция — с 29 июня 1944 года по 4 июля 1944 года.
  - Шяуляйская операция — с 5 июля 1944 года по 31 июля 1944 года.
- Прибалтийская операция:
  - Рижская операция — с 14 сентября 1944 года по 22 октября 1944 года.
  - Мемельская операция — с 5 октября 1944 года по 22 октября 1944 года.
- Восточно-Прусская операция — с 13 января 1945 года по 25 апреля 1945 года.
- Берлинская стратегическая наступательная операция — с 16 апреля 1945 года по 8 мая 1945 года.

## Присвоение звание гвардейского
160-й истребительный авиационный полк 14 апреля 1944 года за образцовое выполнение заданий командования в боях с немецкими захватчиками и проявленные при этом мужество и героизм переименован в 137-й гвардейский истребительный авиационный полк на основании Приказа НКО СССР

## Почётные наименования
- 3-й гвардейской истребительной авиационной дивизии 17 сентября 1943 года присвоено почетное наименование «Брянская»[11]
- 32-му гвардейскому ордена Ленина истребительному авиационному полку присвоено почетное наименование «Виленский»[12]
- 63-му гвардейскому истребительному авиационному полку присвоено почетное наименование «Виленский»[12]
- 137-му гвардейскому Краснознамённому истребительному авиационному полку присвоено почетное наименование «Минский»[13]

## Награды
- 3-я гвардейская Брянская истребительная авиационная дивизия Указом Президиума Верховного Совета СССР награждена орденом Красного Знамени.
- 3-я гвардейская истребительная авиационная Брянская Краснознаменная дивизия за образцовое выполнение заданий командования в боях с немецкими захватчиками, за овладение городом Иелгава (Митава) и проявленные при этом доблесть и мужество Указом Президиума Верховного Совета СССР от 10 августа 1944 года награждена орденом Суворова II степени[14].
- 32-й гвардейский истребительный авиационный Указом Президиума Верховного Совета СССР от 2 сентября 1943 года полк награждён орденом «Ленина»
- 32-й гвардейский Виленский ордена Ленина истребительный авиационный полк Указом Президиума Верховного Совета СССР от 22 октября 1944 года награждён орденом «Кутузова III степени»
- 63-й гвардейский Виленский истребительный авиационный полк Указом Президиума Верховного Совета СССР от 22 октября 1944 года награждён орденом «Кутузова III степени»
- 137-й гвардейский истребительный авиационный полк Указом Президиума Верховного Совета СССР от 10 июля 1944 года награждён орденом «Боевого Красного Знамени»
- 137-й гвардейский Минский Краснознаменный истребительный авиационный полк Указом Президиума Верховного Совета СССР от 31 октября 1944 года награждён орденом «Суворова III степени»

## Благодарности Верховного Главнокомандующего
- За овладение городом Лида[15].
- За овладение городом Елгава (Митава)[16].
- За прорыв обороны противника северо-западнее и юго-западнее города Шяуляй[17].

## Герои Советского Союза
- Березуцкий Иван Михайлович, гвардии майор, штурман 63-го гвардейского истребительного авиационного полка 3-й гвардейской истребительной авиационной дивизии 1-го гвардейского истребительного авиационного корпуса 3-й воздушной армии Указом Президиума Верховного Совета СССР 23 февраля 1945 года удостоен звания Герой Советского Союза. Золотая Звезда № 5335.
- Воронько Александр Григорьевич, гвардии майор, командир эскадрильи 63-го гвардейского истребительного авиационного полка 3-й гвардейской истребительной авиационной дивизии 1-го гвардейского истребительного авиационного корпуса 3-й воздушной армии Указом Президиума Верховного Совета СССР 23 февраля 1945 года удостоен звания Герой Советского Союза. Золотая Звезда № 7598.
- Иванов Николай Павлович, гвардии подполковник, командир 63-го гвардейского истребительного авиационного полка 3-й гвардейской истребительной авиационной дивизии 1-го гвардейского истребительного авиационного корпуса 15-й воздушной армии Указом Президиума Верховного Совета СССР 2 сентября 1943 года удостоен звания Герой Советского Союза. Посмертно.
- Луцкий Владимир Александрович, гвардии капитан, командир эскадрильи 32-го гвардейского истребительного авиационного полка 3-й гвардейской истребительной авиационной дивизии 1-го гвардейского истребительного авиационного корпуса 15-й воздушной армии Указом Президиума Верховного Совета СССР 24 августа 1943 года удостоен звания Герой Советского Союза. Золотая Звезда № 1759.
- Макаров Аркадий Сергеевич, гвардии старший лейтенант, командир звена 32-го гвардейского истребительного авиационного полка 3-й гвардейской истребительной авиационной дивизии 1-го гвардейского истребительного авиационного корпуса 15-й воздушной армии Указом Президиума Верховного Совета СССР 28 сентября 1943 года удостоен звания Герой Советского Союза. Золотая Звезда № 1760.
- Маресьев Алексей Петрович, гвардии старший лейтенант, заместитель командира эскадрильи 63-го гвардейского истребительного авиационного полка 3-й гвардейской истребительной авиационной дивизии 1-го гвардейского истребительного авиационного корпуса 15-й воздушной армии Указом Президиума Верховного Совета СССР 24 августа 1943 года удостоен звания Герой Советского Союза. Золотая Звезда № 1102.
- Марков Алексей Иванович, гвардии старший лейтенант, командир звена 32-го гвардейского истребительного авиационного полка 3-й гвардейской истребительной авиационной дивизии 1-го гвардейского истребительного авиационного корпуса 3-й воздушной армии Указом Президиума Верховного Совета СССР 23 февраля 1945 года удостоен звания Герой Советского Союза. Золотая Звезда № 5338.
- Михайлов Евгений Витальевич, гвардии лейтенант, старший летчик 32-го гвардейского истребительного авиационного полка 3-й гвардейской истребительной авиационной дивизии 1-го гвардейского истребительного авиационного корпуса 3-й воздушной армии Указом Президиума Верховного Совета СССР 26 октября 1944 года удостоен звания Герой Советского Союза. Посмертно.
- Пашкевич Алексей Васильевич, гвардии старший лейтенант, командир эскадрильи 63-го гвардейского истребительного авиационного полка 3-й гвардейской истребительной авиационной дивизии 1-го гвардейского истребительного авиационного корпуса 3-й воздушной армии Указом Президиума Верховного Совета СССР 23 февраля 1945 года удостоен звания Герой Советского Союза. Золотая Звезда № 5320
- Фёдоров Александр Яковлевич, гвардии старший лейтенант, командир звена 32-го гвардейского истребительного авиационного полка 3-й гвардейской истребительной авиационной дивизии 1-го гвардейского истребительного авиационного корпуса 15-й воздушной армии Указом Президиума Верховного Совета СССР 24 августа 1943 года удостоен звания Герой Советского Союза. Золотая Звезда № 1702.
- Числов Александр Михайлович, гвардии капитан, командир эскадрильи 63-го гвардейского истребительного авиационного полка 3-й гвардейской истребительной авиационной дивизии 1-го гвардейского истребительного авиационного корпуса 15-й воздушной армии Указом Президиума Верховного Совета СССР 24 августа 1943 года удостоен звания Герой Советского Союза. Золотая Звезда № 1116.
- Шишкин Александр Павлович, гвардии капитан, заместитель командира эскадрильи 32-го гвардейского истребительного авиационного полка 3-й гвардейской истребительной авиационной дивизии 1-го гвардейского истребительного авиационного корпуса 15-й воздушной армии Указом Президиума Верховного Совета СССР 28 сентября 1943 года удостоен звания Герой Советского Союза. Золотая Звезда № 1762.

## Базирование
- Эггерсдорф, Германия, 05.1945 — 07.1945[18];
- Людвигслюст, Германия, 07.1945 — 12.1945[18];
- Пренцлау, Германия, 12.1945 — 08.1946[18];
- Виттшток, Германия, 08.1946 — 1947[18];
- Фалькенберг, Германия, 1947 — 09.1948[18];
- Брянск, Брянская область, 09.1948 — 05.1960[18].